# Kinosternon subrubrum
La tortuga de pantano del este (Kinosternon subrubrum) o tortuga de pantano común es una especie de tortuga de la familia Kinosternidae de Estados Unidos.

## Descripción
La tortuga de pantano del este es de pequeño tamaño, mide de 7,6 a 10,2 centímetros de longitud. El caparazón carece de cualquier patrón, y varía en color desde el amarillo hasta el negro. El plastrón es grande y tiene doble bisagra, y puede ser de color amarillento a marrón, y a veces puede tener una imagen oscura. El mentón y la garganta son de color gris amarillento, con rayas y manchas de color marrón, mientras que las extremidades y la cola son grises. El iris del ojo es de color amarillo con nubosidad oscura, y sus pies son palmeados.

## Hábitat y ecología
Las tortugas de pantano del este habitan en las charcas y otros hábitats de agua dulce. Se alimentan principalmente de insectos y peces pequeños. Los mapaches son conocidos por comer huevos de esta especie, mientras que las garzas y los cocodrilos a menudo cazan los adultos.

## Distribución
Las tortugas de pantano del este se encuentran en los estados de Alabama, Arkansas, Delaware, Florida, Georgia, Illinois, Indiana, Kentucky, Luisiana, Maryland, Misisipi, Misuri, Nueva Jersey, Nueva York, Carolina del Norte, Oklahoma, Pensilvania, Carolina del Sur, Tennessee, Texas y Virginia. 

## Subespecies
- Kinosternon subrubrum subrubrum (especie tipo) - Tortuga de pantano del este.
- Kinosternon subrubrum hippocrpis - Tortuga de pantano del Misisipi.
- Kinosternon subrubrum steindachneri - Tortuga de pantano de Florida. Recientemente se la ha considerado una especie distinta.[1]